# イリチッチ・カンドフ
イリチッチ・カンドフ（Ilich Kandow、1988年6月26日 - ）は、ドイツ、ウズベキスタンのサッカー選手。ポジションはDF。
現在はラトビアの2部リーグに当たるラトビア・ファースト・リーグのFCダウガヴァ・リガ所属。
| スタブアイコン | サブスタブ | この項目は、まだ閲覧者の調べものの参照としては役立たない、サッカー選手に関連した書きかけの項目です。この項目を加筆・訂正などしてくださる協力者を求めています（P:サッカー/PJ:サッカー選手/PJ:女子サッカー）。 |